# Kylling bru
Die Kylling bru ist eine norwegische Eisenbahnbrücke, die beim Dorf Verma die Rauma quert.

## Geschichte
Die 59 m hohe und 76 m lange Steinbrücke aus Gruo Granit wurde in den Jahren 1913 bis 1921 erbaut. Sie ist eine der berühmtesten Bahnbrücken Norwegens und zugleich Wahrzeichen der Raumabane.
Der Bau der Kylling bru begann im September 1913 und wurde während des Ersten Weltkrieges nicht unterbrochen. Nach beinahe neun Jahren Bauzeit wurde die Brücke Ende 1921 fertiggestellt. Die Raumabane selbst wurde am 29. November 1924 eröffnet. Die Kylling bru kostete 676.000 Kronen.
Von der Straße durchs Raumatal zweigt von Verma aus ein kleiner Fußweg ab. Über diesen erreicht man in wenigen Minuten einen Aussichtspunkt, von dem die Brücke gut zu sehen ist.